# خاندان عدل

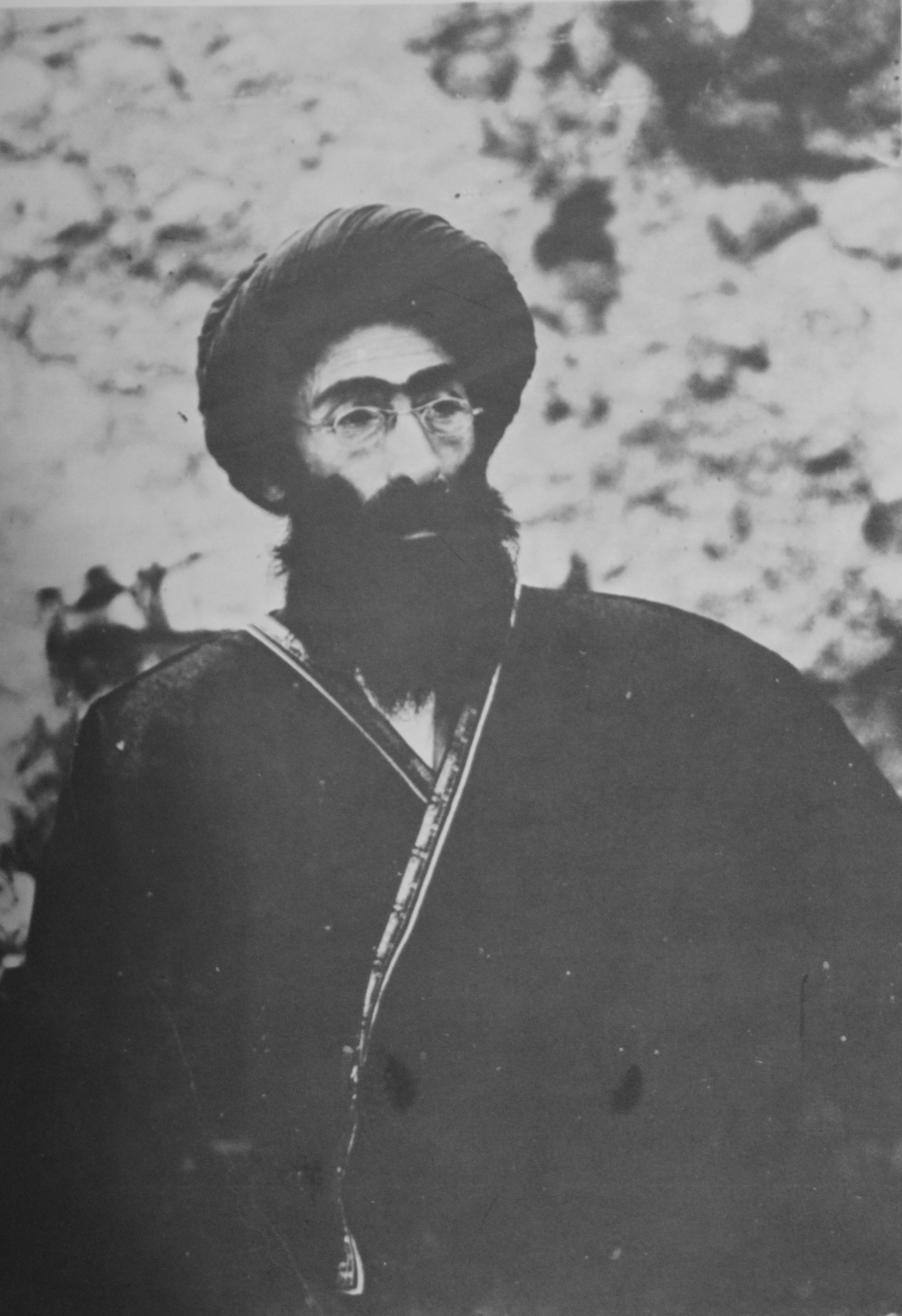
حاج سید حسن عدل الملک

خاندان عدل یک خانواده ایرانی‌الاصل است که بخشی از طبقه حاکم ایران در دوره پهلوی بود و اعضای آن برای بیش از هفتاد سال نقش‌های مهمی در سیاست، قوه قضائیه، سیاست و همچنین توسعه حوزه‌های پزشکی ایران ایفا کردند.
اصالت این خانواده به تبریز بازمی‌گردد و نسب آنها به حاج سید حسین (درگذشته در حدود سال ۱۲۱۹) معروف به حسین شاه، یک بازرگان ثروتمند، می‌رسد. پسران او، سید میرزا ابراهیم خلیل و میرزا حسن، آموزش‌های مذهبی سنتی دیده بودند، اما به اندازه کافی روشنفکر بودند که فرزندان خود را به خارج از کشور بفرستند تا تحصیلات مدرن ببینند. با بازگشت این افراد به ایران، به یکی از پیشگامان مدرن سازی کشور تبدیل شدند.
مصطفی عدل، فرزند ابراهیم خلیل، یکی از تدوین کنندگان اولین قانون مدنی ایران بود، در حالی که برادرزاده‌اش، پروفسور یحیی عدل، نخستین کسی بود که جراحی مدرن را در ایران به انجام رساند. حبیب عدل، متخصص رادیولوژی، به دلیل واردات فناوری‌های پیشرفته پزشکی از جمله تصویربرداری اشعه ایکس شناخته شده است و احمدحسین عدل، وزیر کشاورزی، نقش کلیدی در تأسیس کشاورزی صنعتی مدرن ایفا کرد.
این خانواده پس از انقلاب مشروطه ایران به شهرت رسید، زمانی که خانواده‌های اشرافی قدیمی داشتند مقام‌های موروثی خود را از دست می‌دادند و جای خود را به نسل جدیدی از تکنوکرات‌ها و مدیران دولتی می‌دادند.
خانواده عدل موقعیت خود را از طریق ازدواج با خانواده‌های ثروتمند قدیمی تقویت کردند، که از جمله آنها خانواده‌های والی، هدایت، فرزانه، مهدوی، بوشهری، پناهی، اتحادیه، تیمورتاش و برخی اشراف قاجار، از جمله خانواده فرمانفرمایان می‌باشند.
منشأ نام خانوادگی عدل به اواخر قرن نوزدهم برمی‌گردد و از عنوان‌های اشرافی است که به قضات ایرانی داده شده بود و این افراد از نظر خانوادگی با یکدیگر مرتبط بودند. به‌طور خاص، این قضات شامل افرادی همچون حاج میرزا حسن بودند که لقب عدل‌الملک داشت، سید میرزا ابراهیم خلیل که لقب رکن‌العداله به او داده شده بود و میرزا مصطفی خان عدل که لقب منصورالسلطنه داشت.

## اعضای قابل توجه خانواده
- مصطفی عدل، منصورالسلطنه فقیه، وزیر دادگستری، ریاست دانشگاه تهران.
- احمدحسین عدل وزیر زراعت
- جراح یحیی عدل
- محمود عدل کاپیتان تیم‌های ملی
- پرویز عدل سفیر، مقاله‌نویس، نویسنده
- باستان‌شناس شهریار عدل
- نویسنده ماریا ادل (عدل)